# Ogelala (Schulhoff)

Ogelala « Ballettmysterium » Op. 53 est un ballet en 13 parties d’Erwin Schulhoff, créé le 21 novembre 1925 à Dessau, en Saxe-Anhalt. La partition pour piano en avait été achevée le 23 novembre 1922, l'orchestration, s'accompagnant de remaniements mélodiques, prit encore trois ans au compositeur. La première et les représentations suivantes furent autant d’échecs chorégraphiques et donc publics, la crudité du sujet et la violence de la musique ayant constitué autant de prétextes à la facilité.

## Argument
L’intrigue est inspirée d'une légende mexicaine précolombienne. Ogelala, un fier guerrier, a été capturé par la tribu du roi Iva. Bien que prisonnier, il séduit la princesse Ivala. Soumis à des tortures variées, il se gausse de ses ennemis, avant de finalement succomber.

## Structure
Les danses sont intitulées comme suit :
- Combat
- Ligature
- Dans le pueblo du roi Iva
- Danse des liens
- Pantomime « le jugement »
- Danse du crâne
- Chant d’Ivala
- Danse d’Ivala
- Danse victorieuse
- Danse amoureuse
- Danse sexuelle
- Danse des armes
- Danse du sacrifice

L'œuvre dure environ 40 minutes.

## Analyse
Superficiellement, l'œuvre présente de fortes similitudes avec Le Mandarin merveilleux de Béla Bartók : les thèmes de la frénésie sexuelle et de la quasi-immortalité du personnage-titre, soumis à une suite de violences de plus en plus cruelles mais peu efficaces, ainsi qu'un langage musical « primitif » et « barbare » dans la lignée du Sacre du printemps d’Igor Stravinsky. Ogelala se distingue cependant de ses prédécesseurs par un emploi particulièrement massif et diversifié d’instruments de percussion, fondé sur une étude approfondie de la rythmique et des danses amérindiennes ; approche ethnologique qui fut une des premières du genre et qui préfigure l'emploi tout aussi impressionnant de percussions dans le finale - lui aussi d’inspiration mexicaine pré-colombienne - de La Nuit des Mayas de Silvestre Revueltas. Ogelala (1925) contient probablement le premier passage pour percussions seules de toute l'histoire de la musique occidentale, puisque la Danse du crâne (Schädeltanz) précède de quelques années tant Le Nez (1927-1928) de Dmitri Chostakovitch que Ionisations (1929-1931) d'Edgard Varèse. Quant à la Danse victorieuse, elle s’inspire, avec ses rythmes obstinés et pesants, des spectacles du Far West à la Buffalo Bill, alors très prisés dans les fêtes foraines. 
Ogelala fait appel à un orchestre très fourni de percussions, de cuivres et de bois, dominant des cordes qui ne servent qu’à apporter une touche de couleur. Une harpe très présente et une soprano interprétant le Chant d'Ivala (une suite de vocalises assez simples) apportent une touche supplémentaire d'étrangeté à une composition qui mêle - avec beaucoup d'ironie, semble-t-il - une rythmique et une thématique amérindienne à une sonorité occidentale tantôt martiale (clairon), tantôt sentimentale (hautbois). Une flûte semble quelquefois commenter les événements de l'extérieur. 
Du point de vue de la structure musicale, le ballet est nettement bâti sur un thème unique, celui d’Ogelala, un thème vif, impérieux et sauvage, savamment varié tout au long de la composition. Les transformations qu’il subit sont d’autant plus remarquables qu’il ne possède pas de qualité mélodique particulière, étant surtout d’essence rythmique. De ce point de vue, la Danse sexuelle constitue le sommet de l’ouvrage en termes de finesse de l'orchestration et du dosage des sonorités. Elle est aussitôt suivie par le « climax » de l'ouvrage, la Danse des armes, un des crescendi les plus monumentaux de toute la musique. Toute l’énergie exprimée de manière plus ou moins diffuse jusque-là dans l'ouvrage se reconcentre et explose ici dans une frénésie orchestrale littéralement volcanique, où tous les instruments se retrouvent à jouer presto con tutta forza. Après un tel passage, la Danse du sacrifice a tout de l’anti-climax, et le ballet se termine de façon assez décevante par un finale en forme de conclusion hâtive. La jeunesse du compositeur explique sans doute ce défaut - en fin de compte le seul -, celui d'avoir placé l’apothéose trop tôt.

## Discographie
- Michail Jurowski avec la Philharmonie d’État de Rhénanie-Westphalie, cpo 999 323-2.
- Oliver von Dohnányi avec le Saarbrücken Radio Symphony Orchestra, Saarländischer Rundfunk 1993, Arte Nova 1995, Allegro 2006.